# Butt (magazine)
Pour les articles homonymes, voir Butt.
BUTT est un magazine fondé en 2001, publié par  Gert Jonkers and Jop van Bennekom et initialement destiné à un public gay.  En 2008, sa diffusion trimestrielle était d'environ 24 000 exemplaires. Elle s'interrompt en 2011, puis recommence en 2022 de façon semestrielle, avec une ligne plus queer et inclusive qu’auparavant.
Ce magazine, originaire des Pays-Bas, propose des interviews, des articles et de la publicité, et donne un panorama des différentes tendances et modes de vie de la communauté homosexuelle masculine. Il est imprimé sur un papier rose, référence ironique au papier toilette. Cette couleur a été reprise sur le site internet du magazine.
BUTT a publié des interview, abondamment illustrées, de nombreux artistes gays, et a connu une première popularité en montrant des photos du couturier allemand Bernhard Willhelm dans le plus simple appareil, photographié par Wolfgang Tillmans. Depuis sa première publication, en mai 2001, BUTT a présenté de nombreux artistes gays internationaux comme Casey Spooner, Michael Stipe, John Waters, Heinz Peter Knes, Edmund White, Terence Koh, Walter Pfeiffer et Slava Mogutin.
Le magazine s'est fait une règle de ne donner aucune restrictions aux articles, lettres, interviews et photos que les lecteurs peuvent lui envoyer, d'où son ton unique et franchement libre. Les abonnés s'appellent eux-mêmes les "BUTTHEADs" et peuvent rejoindre la communauté BUTTHEAD officielle sur le site du magazine.
Le magazine est disponible dans le monde entier. Aux États-Unis et au Royaume-Uni, on le trouve dans les magasins American Apparel (vêtements), avec les autres publications.
BUTT est notamment connu pour une manière très distanciée d'offrir des portraits, sexuels ou non, d'hommes, sans distinctions d'aucune sorte, mettant l'accent sur l'égalité. De plus, le magazine fait l'unanimité du public féminin pour son approche sans complexe des interviews, qui permet à tout le monde d'en proposer,.